# Vidor (Texas)
Vidor è un comune (city) degli Stati Uniti d'America della contea di Orange nello Stato del Texas. La popolazione era di 10.579 abitanti al censimento del 2010. Situata nel Texas sud-orientale, si trova all'incrocio tra la Interstate 10 e la Farm to Market Road 105, sei miglia a est di Beaumont. La città è principalmente una comunità dormitorio per i vicini complessi di raffinazione a Beaumont e Port Arthur e fa parte dell'area metropolitana di Beaumont-Port Arthur.

## Geografia fisica
Secondo lo United States Census Bureau, la città ha una superficie totale di 30,62 km², dei quali 30,35 km² di territorio e 0,27 km² di acque interne (0,89% del totale).

## Società

### Evoluzione demografica
Secondo il censimento del 2010, la popolazione era di 10.579 abitanti.

### Etnie e minoranze straniere
Secondo il censimento del 2010, la composizione etnica della città era formata dal 95,74% di bianchi, lo 0,12% di afroamericani, lo 0,53% di nativi americani, lo 0,49% di asiatici, lo 0,18% di oceanici, l'1,47% di altre razze, e l'1,47% di due o più etnie. Ispanici o latinos di qualunque etnia erano il 5,1% della popolazione.